# Luizjana (kolonia francuska)

Nowa Francja około 1750 r. (kolor niebieski); wskazano obszar ówczesnej Luizjany i Górnej Luizjany

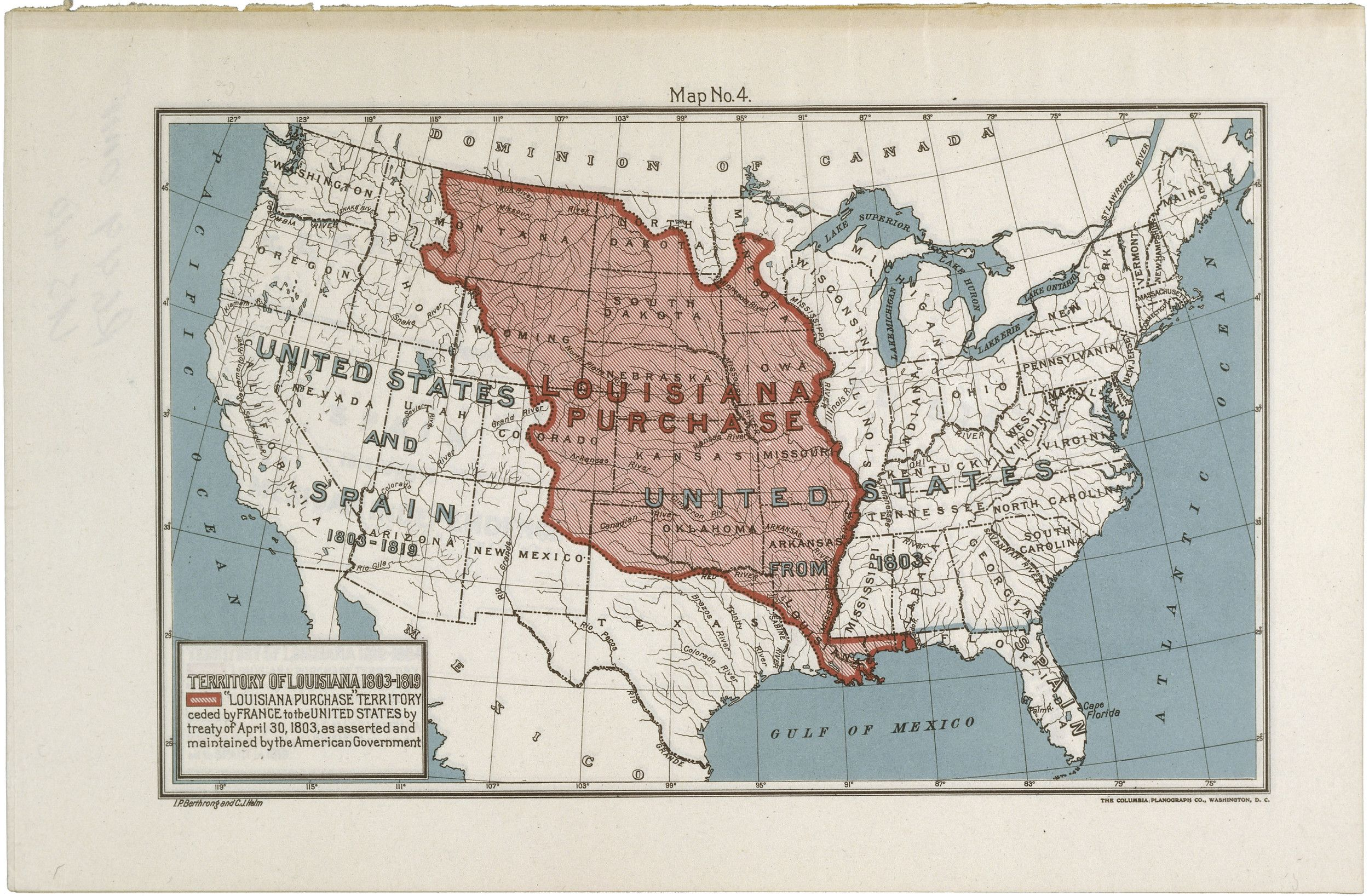
Obszar objęty transakcją „Zakup Luizjany”

Luizjana (fr. La Louisiane) – region geograficzny w Ameryce Północnej, obejmujący początkowo tereny na południe od Wielkich Jezior, w przybliżeniu zajmujący dorzecze Missisipi. Współcześnie jest to 1/3 obecnych Stanów Zjednoczonych. Zajmowany w całości lub częściowo przez stany Alabama, Arkansas, Dakota Północna, Dakota Południowa, Illinois, Indiana, Iowa, Kansas, Kentucky, części Kolorado, Minnesota, części Montany, Nowy Meksyk, Luizjana (Luizjana właściwa), Missisipi, Missouri, Nebraska, Ohio, Oklahoma, północny Teksas, Tennessee, Wisconsin, Wyoming, a także ziemie należące dziś do Kanady w prowincjach Manitoba, Saskatchewan i Alberta.

## Historia
Odkrywanie Luizjany przez Europejczyków rozpoczęło się w 1673, kiedy to granice Nowej Francji przesunęły się do Wielkich Jezior. Tego samego roku Louis Joliet wraz z jezuitą Jacquesem Marquettem zawędrowali nad jezioro Michigan, a następnie idąc w górę rzeki Fox dotarli do Missisipi, po czym żeglując z jej biegiem, osiągnęli rzekę Arkansas. W obawie przed Hiszpanami powrócili na północ. Dziesięć lat później całą drogę od Wielkich Jezior do Zatoki Meksykańskiej przebył Robert la Salle, który ogłosił te ziemie domeną francuską i nazwał je Luizjaną, na cześć króla Francji Ludwika XIV.
Pierwsze osiedle w Luizjanie zwane Biloxi powstało w 1699, w obecnym stanie Missisipi. W 1710 powstała kolonia Mobile u wybrzeży Zatoki Meksykańskiej, w dzisiejszym stanie Alabama. W 1718 kolonialny gubernator Jean Baptiste Le Moyne, zwany także „Ojcem Luizjany”, założył Nowy Orlean. Początkowo Luizjana była kolonią prywatną, lecz w 1732 została wzięta pod opiekę państwową i przekształcona w kolonię królewską.
Francuska Luizjana, choć teoretycznie obejmowała olbrzymi obszar pomiędzy Appalachami a Górami Skalistymi, w szczytowym swym rozwoju była zamieszkiwana przez nie więcej niż 30 tysięcy białych mieszkańców, a większość z nich zamieszkiwała jej południowe krańce. Nigdy też nie osiągnęła samowystarczalności ekonomicznej. Francuzi w Luizjanie zdołali nawiązać przyjazne stosunki z Indianami prowadząc z nimi intratny dla obu stron handel skórami. Obszary w dorzeczu rzeki Ohio miały ważne znaczenie strategiczne, skąd łatwo dało się prowadzić dywersję w koloniach brytyjskich, rozłożonych wzdłuż wschodniego wybrzeża. Teren ten był teatrem brytyjskiej wojny z Indianami i Francuzami w latach 1754–1760.
Francja utraciła Luizjanę wraz z Nową Francją na rzecz Wielkiej Brytanii, zgodnie z pokojem paryskim kończącym w 1763 wojnę siedmioletnią. Brytyjczycy zajęli część Luizjany na wschód od Missisipi tylko formalnie, bowiem przez całe dziesięciolecia ziemie te pozostawały terenami indiańskimi. Luizjana właściwa i tereny na zachód od Missisipi przypadły Hiszpanii jako rekompensata za Florydę. Hiszpanie nigdy nie zdołali skolonizować Luizjany i żywioł francuski ciągle był w niej dominujący.
Luizjana powróciła w ręce francuskie na krótko w 1800, na mocy traktatu z San Ildefonso. Napoleon Bonaparte przejął ją od Hiszpanii, w zamian za nigdy niedotrzymaną obietnicę oddania jej włoskiej Toskanii. Zanim jeszcze stała się ona formalnie francuską kolonią, Talleyrand zaproponował Stanom Zjednoczonym zakupienie całej Luizjany za około 15 mln dolarów. Ten tak zwany zakup Luizjany (Louisiana Purchase) był największą w historii transakcją sprzedaży nieruchomości. 20 października Senat, a 20 grudnia 1803 Kongres ratyfikował podpisane 30 kwietnia 1803 porozumienie z Francją. Ostatecznie terytorium o powierzchni 2 144 476 km², stanowiące 23,3% dzisiejszej powierzchni Stanów Zjednoczonych, zakupiono za 23 213 568 dolarów amerykańskich (wraz z odsetkami). W rękach hiszpańskich pozostała jedynie zachodnia Floryda.